# 鹽崎太智
鹽崎太智( 、 2000年9月11日-) 是一名日本的演員和歌手。他在和歌山縣出生。Stardust Promotion製作3部所屬。同事務所的青少年演藝團體EBiDAN的5人唱跳組合M!LK的成員。興趣是電影鑑賞與音樂鑑賞。特技是機械舞、前翻。

## 經歷
2014年11月發表正式成為從EBiDAN的星男祭結成的M!LK成員，並在2015年3月25日以單曲「コーヒーが飲めません」出道。
2019年從高中畢業進入大學。
在M!LK中作為噪音擔當，代表色藍色（漂浮蘇打）。負責炒熱演唱會氣氛。

## 出演作品

### 電影
- 三次元女友（2018年9月14日、日本華納家庭娛樂）－飾演　撞到的學生
- 微電影 Cycle-Cycle（2018年7月1日）－主演

### 電視劇
- 戀上換裝娃娃（2024年10月9日 - 、MBS・TBS）－飾演　天野千歳

## 外部連結
- 鹽崎太智Instagram（页面存档备份，存于）

1. ↑  来源
2. ↑  .   [2019-04-07]. （原始内容存档于2019-04-07）.
3. ↑  .   [2019-04-07]. （原始内容存档于2016-08-23）.